# Laburnum
Genre
Classification phylogénétique
Laburnum est un genre de plantes à fleurs de la famille des Fabaceae. Ce sont des plantes arbustives. Ses espèces sont parfois appelées « cytises ».

## Liste d'espèces
- Laburnum alpinum (Mill.) J.Presl - Cytise des Alpes
- Laburnum anagyroides Medik. - Cytise faux ébénier
- Laburnum cytisus
- Laburnum × watereri (G.Kirchn.) Dippel

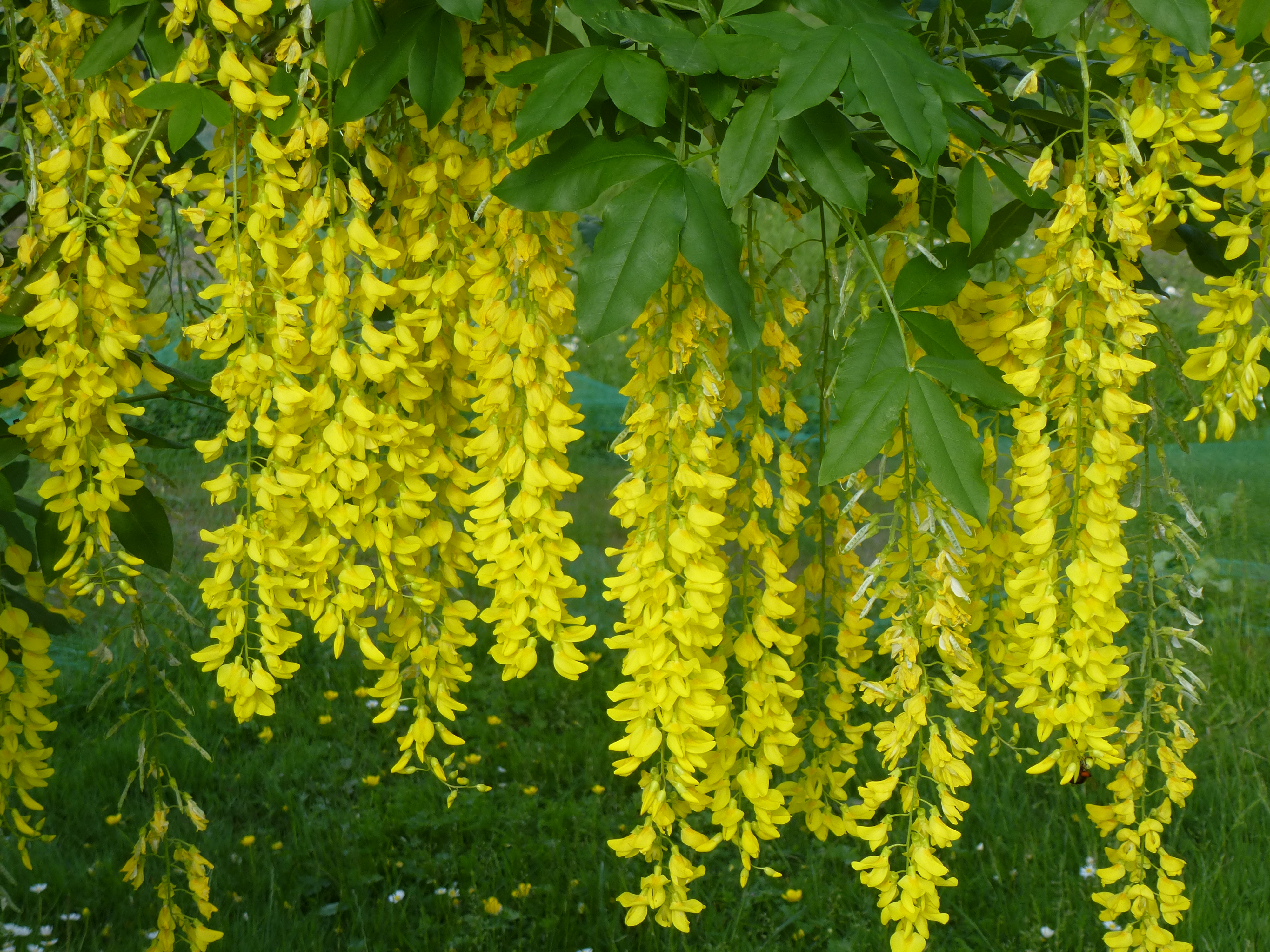
Laburnum × watereri